# Ennio Morricone műveinek listája
Ez az oldal Ennio Morricone műveinek listáját tartalmazza:

## Eredeti zenék filmre, tévére, színházra

### 1950-es évek
| Év   | Eredeti cím                | Magyar cím | Rendező       | Bemutató    | Műfaj            | Megjegyzés                                                                                |
| ---- | -------------------------- | ---------- | ------------- | ----------- | ---------------- | ----------------------------------------------------------------------------------------- |
| 1958 | La pappa reale             |            | Luciano Salce | 1958.12.05. | színházi előadás |                                                                                           |
| 1958 | Le miserie di Monsù Travet |            | Fausto Tommei | 1958        | rádióműsor       |                                                                                           |
| 1959 | Il lieto fine              |            | Luciano Salce | 1959.12.31. | színházi előadás | 2 eredeti dal ismert: La donna che vale (Alberto Lionello) és Ornella (Edoardo Vianello). |

### 1960-as évek
| Év   | Eredeti cím                                                         | Magyar cím                            | Rendező                                          | Bemutató    | Műfaj            | Megjegyzés |
| ---- | ------------------------------------------------------------------- | ------------------------------------- | ------------------------------------------------ | ----------- | ---------------- | --- |
| 1960 | Gente che va, gente che viene                                       |                                       | Enzo Trapani                                     | 1960        | TV-műsor         | Több színházi előadás egyes részeit bemutató műsor. |
| 1960 | In due si vince meglio                                              |                                       | Silvio Gigli                                     | 1960        | rádióműsor       | E.M. csak a témát komponálta. |
| 1961 | Il federale                                                         | A szövetséges                         | Luciano Salce                                    | 1961.08.23. | film             | E.M. első egész estés filmzenéje. |
| 1961 | Piccolo concerto                                                    |                                       | Enzo Trapani                                     | 1961        | TV-műsor         | 2 eredeti dal ismert: Piccolo concerto (Fausto Cigliano) és Piccolo concerto (csak zene). A többit E.M. csak hangszerelte.                                                                                               |
| 1961 | Ventimila leghe sotto i mari                                        |                                       | Francesco Ghedini                                | 1961        | rádióműsor       | Jules Verne: Nemo kapitány regénye alapján. |
| 1962 | La voglia matta                                                     |                                       | Luciano Salce                                    | 1962.03.15. | film             | |
| 1962 | Diciottenni al sole                                                 |                                       | Camillo Mastrocinque                             | 1962.08.18. | film             | |
| 1962 | Caccia ai corvi                                                     |                                       | Anton Giulio Majano                              | 1962.09.21. | színházi előadás | Tévében mutatták be. |
| 1962 | La cuccagna                                                         |                                       | Luciano Salce                                    | 1962.10.02. | film             | |
| 1962 | I motorizzati                                                       |                                       | Camillo Mastrocinque                             | 1962.11.30. | film             | |
| 1962 | I drammi marini                                                     |                                       | Mario Landi                                      | 1962        | színházi előadás | 1 eredeti dal ismert: Ninna nanna, amit E.M. később felhasznált az Egy maréknyi dollárért c. filmben |
| 1962 | Rascelinaria                                                        |                                       | Pietro Garinei, Sandro Giovannini                | 1962        | színházi előadás | |
| 1963 | La fidanzata del bersagliere                                        |                                       | Paolo Ferrero                                    | 1963.03.29. | színházi előadás | |
| 1963 | I basilischi                                                        |                                       | Lina Wertmüller                                  | 1963.07.28. | film             | |
| 1963 | Le monachine                                                        |                                       | Luciano Salce                                    | 1963.09.04. | film             | |
| 1963 | Duello nel Texas                                                    |                                       | Riccardo Blasco                                  | 1963.09.19. | film             | Első western filmzenéje. Zene: Dan Savio (E.M.). Karmester: Leo Nichols (E.M.) |
| 1963 | Il successo                                                         | Siker                                 | Dino Risi, Mauro Morassi                         | 1963.09.24. | film             | |
| 1963 | Smash                                                               |                                       | Enzo Trapani                                     | 1963.12.01. | TV-műsor         | 10 részből álló zenés műsor. 1 eredeti dal ismert: Ronf ronf (Cocki Mazzetti). |
| 1964 | Volles Herz und leere Taschen (E la donna creò l'uomo)              |                                       | Camillo Mastrocinque                             | 1964.02.27. | film             | |
| 1964 | I maniaci                                                           |                                       | Lucio Fulci                                      | 1964.03.28. | film             | |
| 1964 | I malamondo                                                         |                                       | Paolo Cavara                                     | 1964.04.30. | dokumentumfilm   | |
| 1964 | Prima della rivoluzione                                             | Forradalom előtt                      | Bernardo Bertolucci                              | 1964.05.09. | film             | Társzeneszerző: Gino Paoli |
| 1964 | I marziani hanno 12 mani                                            |                                       | Franco Castellano, Giuseppe Moccia               | 1964.06.21. | film             | |
| 1964 | I due evasi di Sing Sing                                            |                                       | Lucio Fulci                                      | 1964.08.22. | film             | |
| 1964 | Per un pugno di dollari                                             | Egy maréknyi dollárért                | Sergio Leone                                     | 1964.09.12. | film             | Leo Nichols (E.M.) az olasz változatban. Dan Savio (E.M.) az angol változatban. |
| 1964 | Le pistole non discutono                                            |                                       | Mario Caiano                                     | 1964.10.23. | film             | Zene: Dan Savio (E.M.). Karmester: Leo Nichols (E.M.). |
| 1964 | In ginocchio da te                                                  | Térden állva jövök hozzád             | Ettore Maria Fizzarotti                          | 1964.12.21. | film             | |
| 1964 | Centrale elettronucleare del Garigliano: Una nuova fonte di Energia |                                       | Daniele G. Luisi                                 | 1964        | dokumentumfilm   | |
| 1964 | La manfrina                                                         |                                       | Franco Enriquez                                  | 1964        | színházi előadás | 2 eredeti dal ismert: E' tutta robba mia (Luisa e Gabriella Ferri) és Scirocco (Renato Rascel). |
| 1965 | Una pistola per Ringo                                               | Pisztolyt Ringónak                    | Duccio Tessari                                   | 1965.05.12. | film             | |
| 1965 | I pugni in tasca                                                    | Öklök a zsebben                       | Marco Bellocchio                                 | 1965.07.31. | film             | |
| 1965 | Agente 077: missione Bloody Mary                                    |                                       | Terence Hathaway                                 | 1965.08.13. | film             | Társszerző: Angelo F. Lavagnino. E.M. valószínűleg inkább csak hangszerelte és vezényelte. |
| 1965 | Amanti d'oltretomba                                                 |                                       | Mario Caiano                                     | 1965.08.20. | film             | |
| 1965 | Altissima pressione                                                 |                                       | Enzo Trapani                                     | 1965.09.02. | film             | |
| 1965 | Slalom                                                              |                                       | Luciano Salce                                    | 1965.09.23. | film             | |
| 1965 | Menage all'italiana                                                 |                                       | Franco Indovina                                  | 1965.10.13. | film             | |
| 1965 | Thrilling (La regola del gioco)                                     | Segítség! Gyilkos!                    | Carlo Lizzani, Gian Luigi Polidori, Ettore Scola | 1965.10.21. | film             | 3 részből álló film: Il vittimista, Sadik, L'autostrada del sole |
| 1965 | Idoli controluce                                                    |                                       | Enzo Battaglia                                   | 1965.11.12. | film             | |
| 1965 | Il ritorno di Ringo                                                 | Ringo visszatér                       | Duccio Tessari                                   | 1965.12.08. | film             | |
| 1965 | Per qualche dollaro in più                                          | Pár dollárral többért                 | Sergio Leone                                     | 1965.12.18. | film             | |
| 1965 | Non son degno di te                                                 |                                       | Ettore Maria Fizzarotti                          | 1965        | film             | |
| 1965 | Se non avessi più te                                                | Ha már nem lennél az enyém            | Ettore Maria Fizzarotti                          | 1965        | film             | |
| 1965 | Faust                                                               |                                       | Silvano Agosti                                   | 1965        | színházi előadás | |
| 1965 | L'amore delle tre melarance                                         |                                       | Silvano Agosti                                   | 1965        | színházi előadás | |
| 1966 | 7 pistole per i MacGregor                                           |                                       | Franco Giraldi                                   | 1966.03.02. | film             | |
| 1966 | Mi vedrai tornare                                                   |                                       | Ettore Fizzarotti                                | 1966.03.12. | film             | |
| 1966 | Svegliati e uccidi                                                  | Keljetek fel és öljetek               | Carlo Lizzani                                    | 1966.04.06. | film             | |
| 1966 | Agent 505 – Todesfalle Beirut                                       |                                       | Manfred R. Köhler                                | 1966.04.22. | film             | |
| 1966 | Uccellacci e uccellini                                              | Madarak és madárkák                   | Pier Paolo Pasolini                              | 1966.05.04. | film             | |
| 1966 | El Greco                                                            |                                       | Luciano Salce                                    | 1966.08.15. | film             | A film már 1964-ben elkészült. |
| 1966 | La battaglia di Algeri                                              | Az algíri csata                       | Gillo Pontecorvo                                 | 1966.08.31. | film             | Társszerző: Gillo Pontecorvo (néhány dallamötlet) |
| 1966 | Un uomo a metà                                                      |                                       | Vittorio de Seta                                 | 1966.09.04. | film             | |
| 1966 | Un fiume di dollari                                                 | Sziklák vére                          | Carlo Lizzani                                    | 1966.09.09. | film             | Zene: Leo Nichols (E.M.) |
| 1966 | The Bible: In the Beginning…                                        | A Biblia                              | John Huston                                      | 1966.09.28  | film             | E.M. 1965-re már 2 darabot komponált a filmhez. La creazione és Torre di Babele. Nézeteltérések miatt lemondta a projektet és Mayuzumi Toshiro vette át a film megzenésítését.                                           |
| 1966 | Come imparai ad amare le donne                                      |                                       | Luciano Salce                                    | 1966.10.13. | film             | |
| 1966 | Navajo Joe                                                          |                                       | Sergio Corbucci                                  | 1966.11.25. | film             | Zene: Leo Nichols (E.M.) |
| 1966 | La resa dei conti                                                   | A nagy leszámolás                     | Sergio Sollima                                   | 1966.11.29. | film             | |
| 1966 | Il buono, il brutto, il cattivo                                     | A Jó, a Rossz és a Csúf               | Sergio Leone                                     | 1966.12.23. | film             | Talán a leghíresebb filmzeneszerzeménye! A film egyik jelenetének a zenéjét (L'estasi dell'oro/Ecstasy of Gold) a Metallica mai napig minden koncertjének a felvezetéséhez használja.                                    |
| 1966 | Lo squarciagola                                                     |                                       | Luigi Squarzina                                  | 1966        | Tv-film          | |
| 1966 | Aria condizionata                                                   |                                       |                                                  | 1966        | TV-műsor         | 1 eredeti dal ismert: Se telefonando (Mina) |
| 1966 | Fiat 124                                                            |                                       | Piero Nelli                                      | 1966        | dokumentumfilm   | |
| 1967 | I crudeli                                                           |                                       | Sergio Corbucci                                  | 1967.02.02. | film             | Zene: Leo Nichols (E.M.) |
| 1967 | Le streghe                                                          | Boszorkányok (A Föld a Holdról nézve) | Pier Paolo Pasolini                              | 1967.02.22. | film             | 5 részből álló film. E.M. a harmadiknak szerezte zenéjét, melynek címe: La Terra vista dalla Luna |
| 1967 | 7 donne per i MacGregor                                             |                                       | Franco Giraldi                                   | 1967.03.03. | film             | |
| 1967 | Musica da sera                                                      |                                       | Enzo Trapani                                     | 1967.03.12. | TV-műsor         | 6 részes műsor. E.M. a 3.-at rendezte. |
| 1967 | OK Connery                                                          |                                       | Alberto De Martino                               | 1967.04.20. | film             | Társszerző: Bruno Nicolai |
| 1967 | Matchless                                                           | Páratlan                              | Alberto Lattuada                                 | 1967.08.13. | film             | Társszerző: Gino Marinuzzi jr. |
| 1967 | Da uomo a uomo                                                      | Férfi a férfihoz                      | Giulio Petroni                                   | 1967.08.31. | film             | |
| 1967 | L'avventuriero                                                      | A kalandor                            | Terence Young                                    | 1967.09.08. | film             | |
| 1967 | L'harem                                                             | A hárem                               | Marco Ferreri                                    | 1967.09.10. | film             | |
| 1967 | La Cina è vicina                                                    |                                       | Marco Bellocchio                                 | 1967.09.21. | film             | |
| 1967 | Ad ogni costo                                                       |                                       | Giuliano Montaldo                                | 1967.09.28. | film             | |
| 1967 | La ragazza e il generale                                            | A lány és a tábornok                  | Pasquale Festa Campanile                         | 1967.10.01. | film             | |
| 1967 | Faccia a faccia                                                     |                                       | Sergio Sollima                                   | 1967.11.24. | film             | |
| 1967 | Arabella                                                            |                                       | Mauro Bolognini                                  | 1967.11.29. | film             | |
| 1967 | Il giardino delle delizie                                           |                                       | Silvano Agosti                                   | 1967.11.29. | film             | |
| 1967 | Dalle Ardenne all'inferno                                           |                                       | Alberto De Martino                               | 1967.12.20. | film             | Társszerző: Bruno Nicolai |
| 1967 | Giotto: Il libro dell'arte                                          |                                       | Luciano Emmer                                    | 1967        | dokumentumfilm   | |
| 1967 | 125 Test                                                            |                                       | Piero Nelli                                      | 1967        | dokumentumfilm   | |
| 1968 | Danger: Diabolik                                                    |                                       | Mario Bava                                       | 1968.01.26. | film             | |
| 1968 | Escalation                                                          | Kitörési kísérlet                     | Roberto Faenza                                   | 1968.02.29. | film             | |
| 1968 | La Bataille de San Sebastian                                        | Harc San Sebastianért                 | Henri Verneuil                                   | 1968.03.20. | film             | |
| 1968 | Grazie zia                                                          |                                       | Salvatore Samperi                                | 1968.04.30. | film             | |
| 1968 | Comandamenti per un gangster                                        |                                       | Alfio Caltabiano                                 | 1968.05.22. | film             | |
| 1968 | Appunti per un film sull'India                                      | Jegyzetek egy Indiáról szóló filmhez  | Pier Paolo Pasolini                              | 1968.08.18. | dokumentumfilm   | |
| 1968 | ...e per tetto un cielo di stelle                                   | Tetőnk, a csillagos ég                | Giulio Petroni                                   | 1968.08.29. | film             | |
| 1968 | Corri uomo corri                                                    | Fuss, ember, fuss!                    | Sergio Sollima                                   | 1968.08.29. | film             | Bruno Nicolai nevén van jegyezve, de E.M. szerezte a zenét, mint ahogy a többi Sollima filmnek. A rendező magyarázata szerint E.M. nem írhatta oda a nevét, ugyanis máshol nem akarta megszegni a szerződés feltételeit. |
| 1968 | Teorema                                                             | Teoréma                               | Pier Paolo Pasolini                              | 1968.09.05. | film             | |
| 1968 | Galileo                                                             | Galileo Galilei                       | Liliana Cavani                                   | 1968.09.07. | film             | |
| 1968 | Partner.                                                            |                                       | Bernardo Bertolucci                              | 1968.09.07. | film             | |
| 1968 | Scusi, facciamo l'amore?                                            |                                       | Vittorio Caprioli                                | 1968.09.13. | film             | |
| 1968 | Ruba al prossimo tuo                                                | Ütős páros                            | Francesco Maselli                                | 1968.09.27. | film             | |
| 1968 | Un tranquillo posto di campagna                                     | Egy nyugodt vidéki helyecske          | Elio Petri                                       | 1968.11.14. | film             | A Gruppo di Improvvisazione Nuova Consonanza improvizációival. |
| 1968 | Il grande silenzio                                                  | A halál csöndje                       | Sergio Corbucci                                  | 1968.11.19. | film             | |
| 1968 | Roma come Chicago                                                   |                                       | Alberto De Martino                               | 1968.11.20. | film             | Társszerző: Bruno Nicolai |
| 1968 | Orgia                                                               |                                       | Pier Paolo Pasolini                              | 1968.11.27. | színházi előadás | |
| 1968 | C'era una volta il West                                             | Volt egyszer egy Vadnyugat            | Sergio Leone                                     | 1968.12.20. | film             | |
| 1968 | Il mercenario                                                       | A zsoldos                             | Sergio Corbucci                                  | 1968.12.20. | film             | |
| 1969 | Fräulein Doktor                                                     |                                       | Alberto Lattuada                                 | 1969.01.24. | film             | |
| 1969 | Cuore di mamma                                                      |                                       | Salvatore Samperi                                | 1969.02.08. | film             | |
| 1969 | L'alibi                                                             |                                       | Adolfo Celi, Luciano Lucignani, Vittorio Gassman | 1969.02.13. | film             | |
| 1969 | Tepepa                                                              | Tepepa, a hős bitang                  | Giulio Petroni                                   | 1969.02.13. | film             | |
| 1969 | Vergogna schifosi                                                   |                                       | Mauro Severino                                   | 1969.02.22. | film             | |
| 1969 | La monaca di Monza                                                  |                                       | Eriprando Visconti                               | 1969.02.26. | film             | |
| 1969 | Eat It (Mangiala)                                                   |                                       | Francesco Casaretti                              | 1969.03.19. | film             | |
| 1969 | Gli intoccabili                                                     | A sérthetetlenek                      | Giuliano Montaldo                                | 1969.04.01. | film             | |
| 1969 | Metti, una sera a cena                                              |                                       | Giuseppe Patroni Griffi                          | 1969.04.03. | film             | |
| 1969 | Un bellissimo novembre                                              | Az a csodálatos november              | Mauro Bolognini                                  | 1969.04.05. | film             | |
| 1969 | Ecce Homo – I sopravvissuti                                         |                                       | Bruno Gaburro                                    | 1969.05.29. | film             | |
| 1969 | Un esercito di 5 uomini                                             | Ötszemélyes hadsereg                  | Don Taylor                                       | 1969.06.01. | film             | |
| 1969 | La donna invisibile                                                 |                                       | Paolo Spinola                                    | 1969.07.28. | film             | |
| 1969 | Geminus                                                             |                                       | Luciano Emmer                                    | 1969.08.15. | TV-minisorozat   | Zeneszerző: Bruno Nicolai. È grande 'sta città dal szerzője: E.M. |
| 1969 | Sai cosa faceva Stalin alle donne?                                  |                                       | Maurizio Liverani                                | 1969.08.30. | film             | |
| 1969 | H2S                                                                 |                                       | Roberto Faenza                                   | 1969.09.05. | film             | |
| 1969 | L'assoluto naturale                                                 |                                       | Mauro Bolognini                                  | 1969.09.08. | film             | |
| 1969 | La stagione dei sensi                                               |                                       | Massimo Franciosa                                | 1969.10.22. | film             | |
| 1969 | Senza sapere niente di lei                                          |                                       | Luigi Comencini                                  | 1969.11.18. | film             | |
| 1969 | Una breve stagione                                                  |                                       | Renato Castellani                                | 1969.11.26. | film             | |
| 1969 | Le clan des Siciliens                                               | A szicíliaiak klánja                  | Henri Verneuil                                   | 1969.12.01. | film             | |
| 1969 | Queimada (Burn!)                                                    | Tűz! – Queimada lázadói               | Gillo Pontecorvo                                 | 1969.12.20. | film             | |
| 1969 | Красная палатка (The Red Tent / La tenda rossa)                     | A jégsziget foglyai                   | Mikhail Kalatozov                                | 1969.12.23. | film             | E.M. a nemzetközi változathoz szerezte a zenét. A szovjet változatban Алекса́ндр Серге́евич Заце́пин (Aleksandr Zatsepin) zenéje hallható.                                                                                  |
| 1969 | Amore e rabbia                                                      | Szerelem és düh                       | Pier Paolo Pasolini                              | 1969        | film             | 6 részből álló film. E.M. a La sequenza del fiore di carta rész zeneszerzője. |
| 1969 | Giotto                                                              |                                       | Luciano Emmer                                    | 1969        | dokumentumfilm   | |
| 1969 | Il californiano ‐ Dinamite                                          |                                       | Luciano Emmer                                    | 1969        | reklám           | |

### 1970-es évek
| Év   | Eredeti cím                                           | Magyar cím                                            | Rendező                                        | Bemutató    | Műfaj             | Megjegyzés |
| ---- | ----------------------------------------------------- | ----------------------------------------------------- | ---------------------------------------------- | ----------- | ----------------- | --- |
| 1970 | Giovanni ed Elviruccia                                |                                                       | Paolo Panelli                                  | 1970.01.09  | TV-minisorozat    | |
| 1970 | Uccidete il vitello grasso e arrostitelo              |                                                       | Salvatore Samperi                              | 1970.02.02. | film              | |
| 1970 | Indagine su un cittadino al di sopra di ogni sospetto | Vizsgálat egy minden gyanú felett álló polgár ügyében | Elio Petri                                     | 1970.02.12. | film              | |
| 1970 | L'uccello dalle piume di cristallo                    | Kristálytollú madár                                   | Dario Argento                                  | 1970.02.27. | film              | |
| 1970 | Metello                                               |                                                       | Mauro Bolognini                                | 1970.03.10. | film              | |
| 1970 | La moglie più bella                                   | A legszebb asszony                                    | Damiano Damiani                                | 1970.03.12. | film              | |
| 1970 | Two Mules for Sister Sara                             | Két öszvér Sára nővérnek                              | Don Siegel                                     | 1970.03.13. | film              | |
| 1970 | Gott mit uns (Dio è con noi)                          | Vesztesek és győztesek                                | Giuliano Montaldo                              | 1970.04.17. | film              | |
| 1970 | I cannibali                                           | Kannibálok                                            | Liliana Cavani                                 | 1970.04.25. | film              | |
| 1970 | Hornets' Nest                                         | Darázsfészek                                          | Franco Cirino, Phil Karlson                    | 1970.09.01. | film              | |
| 1970 | The Men from Shiloh                                   |                                                       | Leslie Stevens                                 | 1970.09.16. | TV-sorozat        | E.M. szerezte a 9. évad bevezető zenéjét |
| 1970 | Città violenta                                        | Az erőszak városa                                     | Sergio Sollima                                 | 1970.09.17. | film              | |
| 1970 | Quando le donne avevano la coda                       |                                                       | Pasquale Festa Campanile                       | 1970.10.15. | film              | |
| 1970 | Giuochi particolari                                   |                                                       | Franco Indovina                                | 1970.11.26. | film              | |
| 1970 | Le foto proibite di una signora per bene              |                                                       | Luciano Ercoli                                 | 1970.11.27. | film              | |
| 1970 | ¡Vamos a matar, compañeros!                           | Egy kincskereső Mexikóban                             | Sergio Corbucci                                | 1970.12.18. | film              | |
| 1970 | La Califfa                                            |                                                       | Alberto Bevilacqua                             | 1970.12.31. | film              | |
| 1970 | Il californiano ‐ I banditi                           |                                                       | Luciano Emmer                                  | 1970        | reklám            | |
| 1971 | Tre nel mille                                         |                                                       | Franco Indovina                                | 1971.02.06. | film              | A Storie dell'anno Mille minisorozatból szerkesztett 99 perces film.                                                                                     |
| 1971 | Il gatto a nove code                                  | A kilencfarkú macska                                  | Dario Argento                                  | 1971.02.12. | film              | |
| 1971 | Una lucertola con la pelle di donna                   | Egy gyík a nő bőrében                                 | Lucio Fulci                                    | 1971.02.18. | film              | |
| 1971 | Sacco e Vanzetti                                      | Sacco és Vanzetti                                     | Giuliano Montaldo                              | 1971.03.16. | film              | |
| 1971 | Veruschka, poesia di una donna                        |                                                       | Franco Rubartelli                              | 1971.04.02. | film              | |
| 1971 | Gli occhi freddi della paura                          |                                                       | Enzo G. Castellari                             | 1971.04.06. | film              | A zenét a Gruppo di Improvvisiazione Nuova Consonanza szerezte. Tagjai: Bruno Battisti D'Amario, Walter Branchi, E.M., Bruno Nicolai, Vincenzo Restuccia |
| 1971 | Il Decameron                                          | Dekameron                                             | Pier Paolo Passolini                           | 1971.06.28. | film              | E.M. nem komponált a filmhez. Csak mint zeneszakértő segédkezett be a rendezőnek.                                                                        |
| 1971 | La scoperta dell'America                              |                                                       | Sergio Giordani                                | 1971.07.01. | TV-film           | Tévesen dokumentumfilmként és 1961-es vagy 1977-es dátummal jegyzik.                                                                                     |
| 1971 | Giornata nera per l'ariete                            | A Kos fekete napja                                    | Luigi Bazzoni                                  | 1971.08.17. | film              | |
| 1971 | La tarantola dal ventre nero                          |                                                       | Paolo Cavara                                   | 1971.09.04. | film              | |
| 1971 | La classe operaia va in paradiso                      | A munkásosztály a Paradicsomba megy                   | Elio Petri                                     | 1971.09.17. | film              | |
| 1971 | Addio fratello crudele                                |                                                       | Giuseppe Patroni Griffi                        | 1971.09.20. | film              | |
| 1971 | La sciantosa                                          |                                                       | Alfredo Giannetti                              | 1971.09.16. | TV-film           | A Tre Donne filmsorozat 3 része. |
| 1971 | 1943: Un incontro                                     |                                                       | Alfredo Giannetti                              | 1971.10.03. | TV-film           | A Tre Donne filmsorozat 3 része. |
| 1971 | L'automobile                                          |                                                       | Alfredo Giannetti                              | 1971.10.10. | TV-film           | A Tre Donne filmsorozat 3 része. |
| 1971 | Le casse                                              | A betörés                                             | Henri Verneuil                                 | 1971.10.27. | film              | |
| 1971 | L'istruttoria è chiusa: dimentichi!                   | A vizsgálat lezárult, felejtse el!                    | Damiano Damiani                                | 1971.10.27. | film              | |
| 1971 | La corta notte delle bambole di vetro                 |                                                       | Aldo Lado                                      | 1971.10.28. | film              | |
| 1971 | Giù la testa                                          | Egy marék dinamit                                     | Sergio Leone                                   | 1971.10.29. | film              | |
| 1971 | Incontro                                              |                                                       | Piero Schivazappa                              | 1971.10.29. | film              | |
| 1971 | Oceano                                                |                                                       | Folco Quilici                                  | 1971.11.16. | dokumentumfilm    | |
| 1971 | Maddalena                                             |                                                       | Jerzy Kawalerowicz                             | 1971.11.19. | film              | |
| 1971 | 4 mosche di velluto grigio                            | 4 légy a szürke bársonyon                             | Dario Argento                                  | 1971.12.17. | film              | |
| 1971 | Sans mobile apparent                                  | Látszólag ok nélkül                                   | Philippe Labro                                 | 1971.12.22. | film              | |
| 1971 | Correva l'anno di grazia 1870                         | Róma, 1870                                            | Alfredo Giannetti                              | 1971.12.23. | film              | |
| 1971 | Lui per lei                                           |                                                       | Claudio Rispoli                                | 1971        | film              | |
| 1971 | Sorrisi e canzoni: Incontro con Gianni Morandi        |                                                       |                                                | 1971        | TV-előadás        | |
| 1971 | Il californiano ‐ Il rapimento                        |                                                       | Luciano Emmer                                  | 1971        | reklám            | |
| 1972 | Mio caro assassino                                    |                                                       | Tonino Valerii                                 | 1972.02.03. | film              | |
| 1972 | La violenza: quinto potere                            | Az 5. hatalom                                         | Florestano Vancini                             | 1972.02.03. | film              | |
| 1972 | Imputazione di omicidio per uno studente              |                                                       | Mauro Bolognini                                | 1972.02.04. | film              | |
| 1972 | Questa specie d'amore                                 | Egy különös szerelem                                  | Alberto Bevilacqua                             | 1972.02.10. | film              | |
| 1972 | Cosa avete fatto a Solange?                           | Mi történt Solenge-zsel?                              | Massimo Dallamano                              | 1972.03.09. | film              | |
| 1972 | L'uomo e la magia                                     |                                                       | Sergio Giordani                                | 1972.03.21. | dokumentumsorozat | |
| 1972 | Il diavolo nel cervello                               |                                                       | Sergio Sollima                                 | 1972.04.13. | film              | |
| 1972 | Chi l'ha vista morire?                                |                                                       | Aldo Lado                                      | 1972.05.12. | film              | |
| 1972 | Anche se volessi lavorare, che faccio?                |                                                       | Flavio Mogherini                               | 1972.06.02. | film              | |
| 1972 | I racconti di Canterbury                              | Canterbury mesék                                      | Pier Paolo Pasolini                            | 1972.07.02. | film              | E.M. a filmhez csak 1 darabot komponált. A többi darabot a rendezővel egyetemben válogatta.                                                              |
| 1972 | E se per caso una mattina…                            |                                                       | Vittorio Sindoni                               | 1972.07.25. | film              | Zene: Gruppo di Improvvisazione Nuova Consonanza |
| 1972 | Forza G                                               |                                                       | Duccio Tessari                                 | 1972.08.08. | film              | |
| 1972 | La banda J. & S. – Cronaca criminale del Far West     |                                                       | Sergio Corbucci                                | 1972.08.11. | film              | |
| 1972 | Bluebeard                                             | Kékszakáll                                            | Edward Dmytryk                                 | 1972.08.18. | film              | |
| 1972 | Les deux saisons de la vie                            |                                                       | Samy Saroufin                                  | 1972.09.01. | film              | |
| 1972 | Il Maestro e Margherita                               | A Mester és Margarita                                 | Aleksandar Petrovic                            | 1972.09.08. | film              | A szerb változat nem tartalmaz E.M. zenét. |
| 1972 | L'attentat                                            | A merénylők                                           | Yves Boisset                                   | 1972.10.04. | film              | |
| 1972 | Nessuno deve sapere                                   |                                                       | Mario Landi                                    | 1972.10.14. | TV-minisorozat    | |
| 1972 | La vita, a volte, è molto dura, vero Provvidenza?     |                                                       | Giulio Petroni                                 | 1972.10.26. | film              | |
| 1972 | La cosa buffa                                         |                                                       | Aldo Lado                                      | 1972.10.27. | film              | |
| 1972 | I figli chiedono perché                               |                                                       | Nino Zanchin                                   | 1972.11.23. | film              | |
| 1972 | D'amore si muore                                      |                                                       | Carlo Carunchio                                | 1972.11.24. | film              | |
| 1972 | Un uomo da rispettare                                 | Kettős bűntény Hamburgban                             | Michele Lupo                                   | 1972.12.08. | film              | |
| 1972 | Che c'entriamo noi con la rivoluzione?                |                                                       | Sergio Corbucci                                | 1972.12.19. | film              | |
| 1972 | Quando la preda è l'uomo Spogliati, protesta, uccidi! |                                                       | Vittorio De Sisti                              | 1972.12.29. | film              | |
| 1972 | Io e...                                               |                                                       | Paolo Brunatto, Walter Licastro, Luciano Emmer | 1972.       | dokumentumfilm    | |
| 1973 | Le serpent                                            | A kígyó                                               | Henri Verneuil                                 | 1973.04.05. | film              | |
| 1973 | Crescete e moltiplicatevi                             |                                                       | Giulio Petroni                                 | 1973.04.21. | film              | |
| 1973 | Quando l'amore è sensualità                           |                                                       | Vittorio De Sisti                              | 1973.06.13. | film              | |
| 1973 | La proprietà non è più un furto                       |                                                       | Elio Petri                                     | 1973.07.01. | film              | |
| 1973 | Revolver                                              | Revolver                                              | Sergio Sollima                                 | 1973.09.27. | film              | |
| 1973 | Rappresaglia                                          | Megtorlás                                             | George P. Cosmatos                             | 1973.10.04. | film              | |
| 1973 | Sepolta viva                                          |                                                       | Aldo Lado                                      | 1973.10.19. | film              | |
| 1973 | Ci risiamo, vero Provvidenza?                         |                                                       | Alberto De Martino                             | 1973.11.08. | film              | |
| 1973 | Giordano Bruno                                        |                                                       | Giuliano Montaldo                              | 1973.11.29. | film              | |
| 1973 | Il mio nome è Nessuno                                 | Nevem: Senki                                          | Tonino Valerii                                 | 1973.12.13. | film              | |
| 1974 | Il sorriso del grande tentatore                       |                                                       | Damiano Damiani                                | 1974.01.24. | film              | |
| 1974 | Moses the Lawgiver                                    | Mózes, a törvényhozó                                  | Gianfranco De Bosio                            | 1974.01.28. | TV-minisorozat    | Dov Seltzer komponálta a Lamentazione secondát és társszerző a Tema di Mosèban.                                                                          |
| 1974 | L'ultimo uomo di Sara                                 |                                                       | Maria Virginia Onorato                         | 1974.02.13. | film              | |
| 1974 | Spasmo                                                |                                                       | Umberto Lenzi                                  | 1974.02.16. | film              | |
| 1974 | Mussolini: ultimo atto                                | Mussolini végnapjai                                   | Carlo Lizzani                                  | 1974.03.29. | film              | |
| 1974 | Sesso in confessionale                                |                                                       | Vittorio De Sisti                              | 1974.05.02. | film              | |
| 1974 | Il fiore delle Mille e una notte                      | Az Ezeregyéjszaka virágai                             | Pier Paolo Pasolini                            | 1974.05.20. | film              | |
| 1974 | Le trio infernal                                      |                                                       | Francis Girod                                  | 1974.05.22. | film              | |
| 1974 | Il giro del mondo degli innamorati di Peynet          |                                                       | Cesare Perfetto                                | 1974.06.15. | rajzfilm          | Társszerző: Alessandro Alessandroni |
| 1974 | La cugina                                             |                                                       | Aldo Lado                                      | 1974.07.26. | film              | |
| 1974 | Milano odia: la polizia non può sparare               |                                                       | Umberto Lenzi                                  | 1974.08.08. | film              | |
| 1974 | Allonsanfàn                                           | Allonsanfan                                           | Paolo és Vittorio Taviani                      | 1974.09.05. | film              | |
| 1974 | Fatti di gente perbene                                |                                                       | Mauro Bolognini                                | 1974.09.28. | film              | |
| 1974 | Le secret                                             |                                                       | Robert Enrico                                  | 1974.10.09. | film              | |
| 1974 | L'anticristo                                          |                                                       | Alberto De Martino                             | 1974.11.22. | film              | Társszerző: Bruno Nicolai |
| 1975 | SPACE: 1999                                           | Alfa holdbázis                                        | Lee H. Katzin, Ray Austin, David Tomblin       | 1975.01.14. | film              | Az angol SPACE 1999 sorozat 3 részéből szerkesztett film.                                                                                                |
| 1975 | Macchie solari                                        |                                                       | Armando Crispino                               | 1975.01.18. | film              | |
| 1975 | Libera, amore mio!                                    | Libera, szerelmem                                     | Mauro Bolognini                                | 1975.03.21. | film              | A film már 1973-ban elkészült. |
| 1975 | Storie di vita e malavita                             |                                                       | Carlo Lizzani                                  | 1975.04.03. | film              | |
| 1975 | L'ultimo treno della notte                            |                                                       | Aldo Lado                                      | 1975.04.08. | film              | |
| 1975 | Peur sur la ville                                     | Félelem a város felett                                | Henri Verneuil                                 | 1975.04.09. | film              | |
| 1975 | La faille                                             | A harmadik fokozat                                    | Peter Fleischmann                              | 1975.06.18. | film              | |
| 1975 | Per le antiche scale                                  |                                                       | Mauro Bolognini                                | 1975.08.09. | film              | |
| 1975 | Léonor                                                |                                                       | Juan Luis Buñuel                               | 1975.09.10. | film              | |
| 1975 | Der Richter und sein Henker                           | A bíró és a hóhér                                     | Maximilian Schell                              | 1975.09.13. | film              | |
| 1975 | Divina creatura                                       | Isteni teremtmény                                     | Giuseppe Patroni Griffi                        | 1975.10.16. | film              | E.M. csak 1 darabot komponált a filmhez, Svegliarsi ah! Che fatica címen. A többit Cesare Andrea Bixio szerezte.                                         |
| 1975 | Labbra di lurido blu                                  |                                                       | Giulio Petroni                                 | 1975.10.29. | film              | |
| 1975 | Gente di rispetto                                     | Tisztes honpolgárok                                   | Luigi Zampa                                    | 1975.10.30. | film              | |
| 1975 | The 'Human' Factor                                    |                                                       | Edward Dmytryk                                 | 1975.11.19. | film              | |
| 1975 | La donna della domenica                               | A vasárnapi nő                                        | Luigi Comencini                                | 1975.12.16. | film              | |
| 1975 | Un genio, due compari, un pollo                       | Egy zseni, két haver, egy balek                       | Damiano Damiani, Sergio Leone                  | 1975.12.16. | film              | |
| 1975 | Attenti al buffone                                    | Nézd a bohócot                                        | Alberto Bevilacqua                             | 1975.12.20. | film              | |
| 1975 | Salò o le 120 giornate di Sodoma                      | Salò, avagy Szodoma 120 napja                         | Pier Paolo Pasolini                            | 1975.12.23. | film              | E.M. a filmhez csak 1 darabot komponált. A többi darabot a rendezővel egyetemben válogatta.                                                              |
| 1976 | San Babila ore 20: un delitto inutile                 | San Babila egy napja                                  | Carlo Lizzani                                  | 1976.04.09. | film              | |
| 1976 | Todo modo                                             | Todo modo                                             | Elio Petri                                     | 1976.04.30. | film              | Az amerikai kiadásban Charles Mingus zenéje hallható. |
| 1976 | Novecento                                             | Huszadik század                                       | Bernardo Bertolucci                            | 1976.05.21. | film              | |
| 1976 | Una vita venduta                                      | Egy eladott élet                                      | Aldo Florio                                    | 1976.08.01. | film              | |
| 1976 | L'Agnese va a morire                                  |                                                       | Giuliano Montaldo                              | 1976.09.29. | film              | |
| 1976 | L'eredità Ferramonti                                  | A Ferramonti-örökség                                  | Mauro Bolognini                                | 1976.05.25. | film              | |
| 1976 | Il deserto dei Tartari                                | Tatárpuszta                                           | Valerio Zurlini                                | 1976.10.29. | film              | |
| 1976 | Per amore                                             |                                                       | Mino Giarda                                    | 1976        | film              | |
| 1977 | René la canne                                         | René, a kutya                                         | Francis Girod                                  | 1977.02.16. | film              | |
| 1977 | Stato interessante                                    |                                                       | Sergio Nasca                                   | 1977.04.22. | film              | |
| 1977 | Exorcist II: The Heretic                              | Az ördögűző 2. – Az eretnek                           | John Boorman                                   | 1977.06.17. | film              | |
| 1977 | Orca                                                  | A gyilkos bálna                                       | Michael Anderson                               | 1977.07.15. | film              | |
| 1977 | Il prefetto di ferro                                  | A vasprefektus                                        | Pasquale Squitieri                             | 1977.09.23. | film              | |
| 1977 | Autostop rosso sangue                                 |                                                       | Pasquale Festa Campanile                       | 1977.09.30. | film              | |
| 1977 | Il mostro                                             | A rém                                                 | Luigi Zampa                                    | 1977.10.01. | film              | |
| 1977 | Holocaust 2000                                        |                                                       | Alberto De Martino                             | 1977.11.25. | film              | |
| 1977 | Il gatto                                              | A macska rejtélyes halála                             | Luigi Comencini                                | 1977.12.15. | film              | |
| 1977 | Forza Italia!                                         |                                                       | Roberto Faenza                                 | 1977        | dokumentumfilm    | |
| 1978 | One, Two, Two: 122, rue de Provence                   | Luxusbordély Párizsban                                | Christian Gion                                 | 1978.04.24. | film              | |
| 1978 | Noi lazzaroni                                         |                                                       | Giorgio Pelloni                                | 1978.06.06. | TV-minisorozat    | |
| 1978 | Nella città vampira – Drammi gotici                   |                                                       | Giorgio Bandini                                | 1978.07.13. | TV-minisorozat    | |
| 1978 | Days of Heaven                                        | Mennyei napok                                         | Terrence Malick                                | 1978.09.13. | film              | |
| 1978 | Così come sei                                         | Maradj meg ilyennek                                   | Alberto Lattuada                               | 1978.09.14. | film              | |
| 1978 | Le femmine puntigliose                                |                                                       | Giuseppe Patroni Griffi                        | 1978.10.18. | színházi darab    | |
| 1978 | La cage aux folles                                    | Őrült nők ketrece                                     | Édouard Molinaro                               | 1978.10.25. | film              | |
| 1978 | Corleone                                              |                                                       | Pasquale Squitieri                             | 1978.11.10. | film              | |
| 1978 | Le mani sporche                                       |                                                       | Elio Petri                                     | 1978.11.14. | TV-minisorozat    | |
| 1978 | L'immoralità                                          |                                                       | Massimo Pirri                                  | 1978.11.20. | film              | |
| 1978 | Dove vai in vacanza?                                  | Hová mész nyaralni?                                   | Alberto Sordi, Luciano Salce, Mauro Bolognini  | 1978.12.21. | film              | 3 részből álló film. E.M. a Sarò tutta per te rész zeneszerzője.                                                                                         |
| 1978 | L'Italia vista dal cielo: Sardegna                    |                                                       | Folco Quilici                                  | 1978        | dokumentumfilm    | A L'Italia vista dal cielo sorozat egyik epizódja. |
| 1979 | Viaggio con Anita                                     | Utazás olasz módra                                    | Mario Monicelli                                | 1979.01.05. | film              | |
| 1979 | Il giocattolo                                         | A játékszer                                           | Giuliano Montaldo                              | 1979.02.21. | film              | |
| 1979 | L'umanoide                                            |                                                       | Aldo Lado                                      | 1979.04.11. | film              | |
| 1979 | Invito allo sport                                     |                                                       | Folco Quilici                                  | 1979.05.12. | dokumentumsorozat | |
| 1979 | Bloodline                                             | Vérvonal                                              | Terence Young                                  | 1979.06.29. | film              | |
| 1979 | Ogro                                                  |                                                       | Gillo Pontecorvo                               | 1979.09.03. | film              | |
| 1979 | Il prato                                              | A rét                                                 | Paolo és Vittorio Taviani                      | 1979.09.06. | film              | |
| 1979 | Bugie bianche – Professione figlio                    | Ártatlan hazugságok                                   | Stefano Rolla                                  | 1979.10.11. | film              | |
| 1979 | Il prigioniero                                        |                                                       | Aldo Lado                                      | 1979.11.01. | TV-film           | |
| 1979 | Storie allo specchio                                  |                                                       | Franco Biancacci                               | 1979.11.05. | dokumentumsorozat | 2 részből álló dokumentumsorozat. Lettere alla TV és Dietro il processo. E.M. a Dietro il processo 3 részének a zeneszerzője.                            |
| 1979 | Buone notizie                                         |                                                       | Elio Petri                                     | 1979.11.23. | film              | |
| 1979 | Orient-Express                                        |                                                       | Daniele D'Anza, Marcel Moussy, Bruno Gantillon | 1979.12.14. | TV-minisorozat    | |
| 1979 | I... comme Icare                                      | I, mint Ikarusz                                       | Henri Verneuil                                 | 1979.12.19. | film              | |
| 1979 | Ten to Survive (Dieci per vivere)                     |                                                       | Arnoldo Farina, Giancarlo Zagni                | 1979.12.26. | rajzfilm          | Az UNICEF megbízásából. 10 részből álló rajzfilm. E.M. a 4. és a 7. rész zeneszerzője.                                                                   |
| 1979 | Dedicato al mare Egeo                                 |                                                       | Masuo Ikeda                                    | 1979        | film              | |
| 1979 | Rose caduche                                          |                                                       | Luisa Mariani                                  | 1979        | színházi darab    | |

### 1980-as évek
| Év   | Eredeti cím                                | Magyar cím                       | Rendező                  | Bemutató    | Műfaj             | Megjegyzés |
| ---- | ------------------------------------------ | -------------------------------- | ------------------------ | ----------- | ----------------- | ---------- |
| 1980 | Windows                                    |                                  | Gordon Willis            | 1980.01.18. | film              |            |
| 1980 | Un sacco bello                             |                                  | Carlo Verdone            | 1980.01.19. | film              |            |
| 1980 | Il ladrone                                 | A lator                          | Pasquale Festa Campanile | 1980.02.01. | film              |            |
| 1980 | Stark System                               |                                  | Armenia Balducci         | 1980.03.14. | film              |            |
| 1980 | Pianeta d'acqua                            |                                  | Carlo Alberto Pinelli    | 1980.05.01. | dokumentumsorozat |            |
| 1980 | The Island                                 | Rémségek szigete                 | Michael Ritchie          | 1980.06.13. | film              |            |
| 1980 | Il bandito dagli occhi azzurri             |                                  | Alfredo Giannetti        | 1980.08.07. | film              |            |
| 1980 | La banquière                               | A bankárnő                       | Francis Girod            | 1980.08.27. | film              |            |
| 1980 | Uomini e no                                | Emberek és farkasok              | Valentino Orsini         | 1980.09.04. | film              |            |
| 1980 | La cage aux folles II                      | Őrült nők ketrece 2.             | Édouard Molinaro         | 1980.12.10. | film              |            |
| 1980 | Si salvi chi vuole                         |                                  | Roberto Faenza           | 1980        | film              |            |
| 1981 | Bianco, Rosso e Verdone                    |                                  | Carlo Verdone            | 1981.02.20. | film              |            |
| 1981 | La storia vera della signora delle camelie | A kaméliás hölgy igaz története  | Mauro Bolognini          | 1981.02.26. | film              |            |
| 1981 | Occhio alla penna                          | Aranyeső Yuccában                | Michele Lupo             | 1981.03.06. | film              |            |
| 1981 | La tragedia di un uomo ridicolo            | Egy nevetséges ember tragédiája  | Bernardo Bertolucci      | 1981.05.01. | film              |            |
| 1981 | La disubbidienza                           |                                  | Aldo Lado                | 1981.07.15. | film              |            |
| 1981 | So Fine                                    | Ez igen!                         | Andrew Bergman           | 1981.09.25. | film              |            |
| 1981 | Le professionnel                           | A profi                          | Georges Lautner          | 1981.10.21. | film              |            |
| 1982 | Espion, lève-toi                           | Spion, ébresztő                  | Yves Boisset             | 1982.01.27. | film              |            |
| 1982 | Butterfly                                  |                                  | Matt Cimber              | 1982.02.05. | film              |            |
| 1982 | A Time to Die                              |                                  | Matt Cimber              | 1982.03.26. | film              |            |
| 1982 | Marco Polo                                 |                                  | Giuliano Montaldo        | 1982.05.16. | TV-minisorozat    |            |
| 1982 | The Thing                                  | A valami (A dolog)               | John Carpenter           | 1982.06.25. | film              |            |
| 1982 | White Dog                                  | Fehér dög                        | Samuel Fuller            | 1982.07.07. | film              |            |
| 1982 | The Link – Extrasensorial                  |                                  | Alberto De Martino       | 1982.10.15. | film              |            |
| 1983 | Le ruffian                                 | Öt láda aranyrög                 | José Giovanni            | 1983.01.12. | film              |            |
| 1983 | El tesoro de las cuatro coronas            |                                  | Ferdinando Baldi         | 1983.01.21. | film              |            |
| 1983 | The Scarlet and the Black                  | Bíbor és fekete                  | Jerry London             | 1983.02.02. | TV-film           |            |
| 1983 | Copkiller                                  | Rendőrgyilkos                    | Roberto Faenza           | 1983.03.15. | film              |            |
| 1983 | Hundra                                     |                                  | Matt Cimber              | 1983.07.23. | film              |            |
| 1983 | La chiave                                  | A kulcs                          | Tinto Brass              | 1983.10.19. | film              |            |
| 1983 | Le marginal                                | A kívülálló                      | Jacques Deray            | 1983.10.26. | film              |            |
| 1983 | Sahara                                     | Szahara                          | Andrew V. McLaglen       | 1983.12.02. | film              |            |
| 1983 | Nana                                       |                                  | Dan Wolman               | 1983        | film              |            |
| 1984 | Les voleurs de la nuit                     |                                  | Samuel Fuller            | 1984.02.27. | film              |            |
| 1984 | Once Upon a Time in America                | Volt egyszer egy Amerika         | Sergio Leone             | 1984.05.20. | film              |            |
| 1984 | Don't kill God                             |                                  | Jacqueline Manzano       | 1984        | dokumentumfilm    |            |
| 1985 | Red Sonja                                  | Vörös Szonja                     | Richard Fleischer        | 1985.07.03. | film              |            |
| 1985 | Via Mala                                   |                                  | Tom Toelle               | 1985.09.01. | TV-minisorozat    |            |
| 1985 | La gabbia                                  |                                  | Giuseppe Patroni Griffi  | 1985.09.11. | film              |            |
| 1985 | Il pentito                                 | Bűnbánó                          | Pasquale Squitieri       | 1985.11.15. | film              |            |
| 1985 | La cage aux folles 3 – "Elles" se marient  | Őrült nők ketrece 3. – Az esküvő | Georges Lautner          | 1985.11.20. | film              |            |
| 1986 | La piovra 2                                | A polip 2. évad                  | Florestano Vancini       | 1986.01.12. | TV-sorozat        |            |
| 1986 | La venexiana                               | A velencei nő                    | Mauro Bolognini          | 1986.04.04. | film              |            |
| 1986 | The Mission                                | A misszió                        | Roland Joffé             | 1986.05.16. | film              |            |
| 1987 | Il giorno prima                            |                                  | Giuliano Montaldo        | 1987.02.14. | TV-film           |            |
| 1987 | Mosca addio                                | Búcsú Moszkvától                 | Mauro Bolognini          | 1987.02.19. | film              |            |
| 1987 | La piovra 3                                | A polip 3. évad                  | Luigi Perelli            | 1987.04.05. | TV-sorozat        |            |
| 1987 | The Untouchables                           | Aki legyőzte Al Caponét          | Brian De Palma           | 1987.06.02. | film              |            |
| 1987 | Quartiere                                  |                                  | Silvano Agosti           | 1987.09.08. | film              |            |
| 1987 | Rampage                                    | Sátáni megszállottság            | William Friedkin         | 1987.09.11. | film              |            |
| 1987 | Gli occhiali d'oro                         |                                  | Giuliano Montaldo        | 1987.09.25. | film              |            |
| 1988 | Secret of the Sahara                       | A Szahara titka                  | Alberto Negrin           | 1988.01.03. | TV-minisorozat    |            |
| 1988 | Frantic                                    | Őrület                           | Roman Polanski           | 1988.02.19. | film              |            |
| 1988 | A Time of Destiny                          |                                  | Gregory Nava             | 1988.04.22. | film              |            |
| 1988 | Nuovo Cinema Paradiso                      | Cinema Paradiso                  | Giuseppe Tornatore       | 1988.09.29. | film              |            |
| 1988 | Gli angeli del potere                      |                                  | Giorgio Albertazzi       | 1988        | TV-film           |            |
| 1988 | Gli indifferenti                           | A közönyösök                     | Mauro Bolognini          | 1988.       | TV-film           |            |
| 1989 | La piovra 4                                | A polip 4. évad                  | Luigi Perelli            | 1989.03.05. | TV-sorozat        |            |
| 1989 | Casualties of War                          | A háború áldozatai               | Brian De Palma           | 1989.08.18. | film              |            |
| 1989 | The Endless Game                           |                                  | Bryan Forbes             | 1989.08.20. | TV-film           |            |
| 1989 | Tempo di uccidere                          |                                  | Giuliano Montaldo        | 1989.09.10. | film              |            |
| 1989 | Fat Man and Little Boy                     | Fat Man és Little Boy            | Roland Joffé             | 1989.10.20. | film              |            |
| 1989 | I promessi sposi                           |                                  | Salvatore Nocita         | 1989.11.12. | TV-minisorozat    |            |
| 1989 | ¡Átame!                                    | Kötözz meg és ölelj!             | Pedro Almodóvar          | 1989.12.12. | film              |            |

### 1990-es évek
| Év   | Eredeti cím                                                      | Magyar cím                        | Rendező                                                                               | Bemutató    | Műfaj             | Megjegyzés |
| ---- | ---------------------------------------------------------------- | --------------------------------- | ------------------------------------------------------------------------------------- | ----------- | ----------------- | --- |
| 1990 | Dimenticare Palermo                                              | Tisztességes gyilkosok            | Francesco Rosi                                                                        | 1990.02.16. | film              | |
| 1990 | Tre colonne in cronaca                                           |                                   | Carlo Vanzina                                                                         | 1990.03.09. | film              | |
| 1990 | Mio caro dottor Gräsler                                          | Az agglegény                      | Roberto Faenza                                                                        | 1990.03.30. | film              | |
| 1990 | Voyage of Terror: The Achille Lauro Affair                       |                                   | Alberto Negrin                                                                        | 1990.04.29. | TV-film           | |
| 1990 | Stanno tutti bene                                                | Mindenki jól van                  | Giuseppe Tornatore                                                                    | 1990.05.20. | film              | |
| 1990 | The Big Man                                                      | A nagy ember                      | David Leland                                                                          | 1990.08.31. | film              | |
| 1990 | State of Grace                                                   | A pokol konyhája                  | Phil Joanou                                                                           | 1990.09.14. | film              | |
| 1990 | La piovra 5                                                      | A polip 5. évad                   | Luigi Perelli                                                                         | 1990.10.14. | TV-sorozat        | |
| 1990 | Cacciatori di navi                                               |                                   | Folco Quilici                                                                         | 1990.10.27. | film              | |
| 1990 | Hamlet                                                           |                                   | Franco Zeffirelli                                                                     | 1990.12.19. | film              | |
| 1991 | Money                                                            |                                   | Steven Hilliard Stern                                                                 | 1991.04.17. | film              | |
| 1991 | Il principe del deserto                                          | Maktub – A sivatag törvénye       | Duccio Tessari                                                                        | 1991.03.19. | TV-minisorozat    | |
| 1991 | La villa del venerdì                                             | A szerelem tiltott ösvényei       | Mauro Bolognini                                                                       | 1991.09.19. | film              | |
| 1991 | Bugsy                                                            |                                   | Barry Levinson                                                                        | 1991.12.10. | film              | |
| 1991 | La domenica specialmente                                         |                                   | Giuseppe Tornatore                                                                    | 1991        | film              | |
| 1992 | Piazza di Spagna                                                 |                                   | Florestano Vancini                                                                    | 1992.01.26. | TV-minisorozat    | |
| 1992 | City of Joy                                                      | Örömváros                         | Roland Joffé                                                                          | 1992.04.17. | film              | |
| 1992 | Ilona und Kurti                                                  |                                   | Reinhard Schwabenitzky                                                                | 1992.05.14. | film              | |
| 1992 | La piovra 6                                                      | A polip 6. évad                   | Luigi Perelli                                                                         | 1992.11.30. | TV-sorozat        | |
| 1993 | Una storia italiana                                              |                                   | Stefano Reali                                                                         | 1993.01.17. | TV-film           | |
| 1993 | Roma Imago Urbis                                                 |                                   | Luigi Bazzoni                                                                         | 1993.03.04. | dokumentumsorozat | |
| 1993 | Il lungo silenzio                                                | A hosszú hallgatás                | Margarethe von Trotta                                                                 | 1993.03.10. | film              | |
| 1993 | Jona che visse nella balena                                      | Jónás, aki a cethal gyomrában élt | Roberto Faenza                                                                        | 1993.04.01. | film              | |
| 1993 | La scorta                                                        | Védőkíséret                       | Ricky Tognazzi                                                                        | 1993.04.15. | film              | |
| 1993 | In the Line of Fire                                              | Célkeresztben                     | Wolfgang Petersen                                                                     | 1993.07.08. | film              | |
| 1993 | Palermo: città dell'antimafia                                    |                                   | Giuseppe Tornatore                                                                    | 1993        | dokumentumfilm    | |
| 1993 | The Bible – La Bibbia                                            | A Biblia                          | Joseph Sargent, Ermanno Olmi, Peter Hall, Roger Young, Nicolas Roeg, Robert Markowitz | 1993.       | TV-filmsorozat    | E.M. 5 darabot komponált a filmsorozathoz, amiket csak az Ábrahám (1993), A Biblia: A teremtés és a vízözön (1994), Jákob (1994), József (1995), Mózes (1995), Sámson és Delila (1996), Dávid (1997) és Salamon, a zsidók királya (1997) filmekhez használtak fel. |
| 1994 | Una pura formalità                                               | Puszta formalitás                 | Giuseppe Tornatore                                                                    | 1994.05.15. | film              | |
| 1994 | Wolf                                                             | Farkas                            | Mike Nichols                                                                          | 1994.06.17. | film              | |
| 1994 | The Night and the Moment                                         |                                   | Anna Maria Tatò                                                                       | 1994.09.04. | film              | |
| 1994 | Love Affair                                                      | A sors útjai                      | Glenn Gordon Caron                                                                    | 1994.10.13. | film              | |
| 1994 | Disclosure                                                       | Zaklatás                          | Barry Levinson                                                                        | 1994.11.28. | film              | |
| 1994 | Missus                                                           |                                   | Alberto Negrin                                                                        | 1994.12.20. | TV-film           | |
| 1995 | La piovra 7                                                      | A polip 7. évad                   | Luigi Perelli                                                                         | 1995.03.06. | TV-sorozat        | |
| 1995 | Sostiene Pereira                                                 | Állítja Pereira                   | Roberto Faenza                                                                        | 1995.04.06. | film              | |
| 1995 | Pasolini, un delitto italiano                                    |                                   | Marco Tullio Giordana                                                                 | 1995.09.03. | film              | |
| 1995 | L'uomo delle stelle                                              | A csillagos ember                 | Giuseppe Tornatore                                                                    | 1995.09.07. | film              | |
| 1995 | Il barone                                                        |                                   | Alessandro Fracassi, Richard T. Heffron, Enrico Maria Salerno                         | 1995.07.16. | TV-minisorozat    | |
| 1995 | L'uomo proiettile                                                |                                   | Silvano Agosti                                                                        | 1995        | film              | |
| 1995 | Roma, 12 novembre 1994                                           |                                   | Francesco Maselli                                                                     | 1995        | dokumentumfilm    | |
| 1996 | La sindrome di Stendhal                                          | A Stendhal szindróma              | Dario Argento                                                                         | 1996.01.26. | film              | |
| 1996 | Vite strozzate                                                   |                                   | Ricky Tognazzi                                                                        | 1996.02.23. | film              | |
| 1996 | Ninfa plebea                                                     |                                   | Lina Wertmüller                                                                       | 1996.04.12. | film              | |
| 1996 | La lupa                                                          |                                   | Gabriele Lavia                                                                        | 1996.10.04. | film              | |
| 1996 | I magi randagi                                                   | Három vándor királyok             | Sergio Citti                                                                          | 1996.08.30. | film              | |
| 1997 | Nostromo                                                         |                                   | Alastair Reid                                                                         | 1997.01.05. | TV-sorozat        | |
| 1997 | U Turn                                                           | Halálkanyar                       | Oliver Stone                                                                          | 1997.08.27. | film              | |
| 1997 | Lolita                                                           |                                   | Adrian Lyne                                                                           | 1997.09.27. | film              | |
| 1997 | Il quarto re                                                     |                                   | Stefano Reali                                                                         | 1997.12.27. | film              | |
| 1997 | Cartoni animati                                                  |                                   | Franco Citti, Sergio Citti                                                            | 1997        | TV-film           | |
| 1997 | Naissance des stéréoscopages                                     |                                   | Stéphane Marty                                                                        | 1997        | film              | |
| 1998 | In fondo al cuore                                                |                                   | Luigi Perelli                                                                         | 1998.03.08. | TV-film           | |
| 1998 | Bulworth                                                         | Nyomd a sódert!                   | Warren Beatty                                                                         | 1998.05.22. | film              | |
| 1998 | La casa bruciata                                                 |                                   | Massimo Spano                                                                         | 1998.05.27. | TV-film           | |
| 1998 | What Dreams May Come                                             | Csodás álmok jönnek               | Vincent Ward                                                                          | 1998.10.02. | film              | |
| 1998 | La leggenda del pianista sull'oceano                             | Az óceánjáró zongorista legendája | Giuseppe Tornatore                                                                    | 1998.10.28. | film              | |
| 1998 | Ultimo                                                           | Ultimo                            | Stefano Reali                                                                         | 1998.11.17. | TV-filmsorozat    | |
| 1998 | Il fantasma dell'opera                                           | Az operaház fantomja              | Dario Argento                                                                         | 1998.11.20. | film              | |
| 1999 | Ultimo – La sfida                                                | Ultimo 2: A kihívás               | Michele Soavi                                                                         | 1999.11.09. | TV-filmsorozat    | |
| 1999 | I guardiani del cielo                                            | A sivatag kincse                  | Alberto Negrin                                                                        | 1999.12.19. | TV-film           | |
| 1999 | Concerto apocalittico per grilli, margherite, blatta e orchestra |                                   | Stefano Benni, Luca Francesconi                                                       | 1999.       | színházi darab    | E.M. a Prológus és az Epilógus szerzője. |

### 2000-es évek
| Év   | Eredeti cím                                     | Magyar cím                          | Rendező                  | Bemutató    | Műfaj          | Megjegyzés |
| ---- | ----------------------------------------------- | ----------------------------------- | ------------------------ | ----------- | -------------- | ---------- |
| 2000 | Canone inverso – Making Love                    | Fordított kánon                     | Ricky Tognazzi           | 2000.02.11. | film           |            |
| 2000 | Mission to Mars                                 | A Mars-mentőakció                   | Brian De Palma           | 2000.03.06. | film           |            |
| 2000 | Vatel                                           |                                     | Roland Joffé             | 2000.05.10. | film           |            |
| 2000 | Malèna                                          | Maléna                              | Giuseppe Tornatore       | 2000.10.26. | film           |            |
| 2000 | Padre Pio – Tra cielo e terra                   | Pio atya – Ég és föld között        | Giulio Base              | 2000.11.12. | TV-film        |            |
| 2001 | Nanà                                            |                                     | Alberto Negrin           | 2001.01.02. | film           |            |
| 2001 | La piovra 10                                    | A polip 10. évad                    | Luigi Perelli            | 2001.01.10. | TV-sorozat     |            |
| 2001 | La ragion pura                                  |                                     | Silvano Agosti           | 2001.09.01. | film           |            |
| 2001 | Aida degli alberi                               |                                     | Guido Manuli             | 2001.12.21. | rajzfilm       |            |
| 2002 | Perlasca – Un eroe italiano                     | Perlasca – Egy igaz ember története | Alberto Negrin           | 2002.01.28. | TV-film        |            |
| 2002 | Senso '45                                       |                                     | Tinto Brass              | 2002.04.12. | film           |            |
| 2002 | Un difetto di famiglia                          | Családi hiba                        | Alberto Simone           | 2002.05.26. | film           |            |
| 2002 | Ripley's Game                                   | Ripley és a maffiózók               | Liliana Cavani           | 2002.09.02. | film           |            |
| 2003 | 武蔵 – Musashi                                  |                                     | Mitsunobu Ozaki          | 2003.01.05. | TV-sorozat     |            |
| 2003 | Ics – L'amore ti dà un nome                     | Ics                                 | Alberto Negrin           | 2003.01.28. | TV-film        |            |
| 2003 | Il papa buono                                   | A jó pápa – XXIII. János            | Ricky Tognazzi           | 2003.01.28. | TV-film        |            |
| 2003 | La luz prodigiosa                               |                                     | Miguel Hermoso           | 2003.01.31. | film           |            |
| 2003 | Al cuore si comanda                             | A szívnek lehet parancsolni         | Giovanni Morricone       | 2003.11.21. | film           |            |
| 2004 | 72 метра – 72 Meters                            |                                     | Vladimir Khotinenko      | 2004.02.12. | film           |            |
| 2004 | Ultimo – L'infiltrato                           | Ultimo 3.: A tégla                  | Michele Soavi            | 2004.02.15. | TV-filmsorozat |            |
| 2004 | Guardiani delle nuvole                          | A felhők őrei                       | Luciano Odorisio         | 2004.12.02. | film           |            |
| 2005 | Il cuore nel pozzo                              |                                     | Alberto Negrin           | 2005.02.06. | TV-film        |            |
| 2005 | Sorstalanság                                    |                                     | Koltai Lajos             | 2005.02.08. | film           |            |
| 2005 | Cefalonia                                       | Kefalónia                           | Riccardo Milani          | 2005.04.11. | TV-film        |            |
| 2005 | Karol – Un uomo diventato papa                  | Karol – Az ember, aki pápa lett     | Giacomo Battiato         | 2005.04.14. | TV-film        |            |
| 2005 | E ridendo l'uccise                              |                                     | Florestano Vancini       | 2005.04.15. | film           |            |
| 2005 | Lucia                                           |                                     | Pasquale Pozzessere      | 2005.10.04. | TV-film        |            |
| 2005 | Wstawac! Il comando dell’alba                   |                                     | Silvano Tombini Robichon | 2005.10.23. | film           |            |
| 2006 | Gino Bartali – L'intramontabile                 | Gino Bartali, az acélember          | Alberto Negrin           | 2006.03.26. | TV-film        |            |
| 2006 | Karol – Un papa rimasto uomo                    | Karol – A pápa, aki ember maradt    | Giacomo Battiato         | 2006.03.30. | TV-film        |            |
| 2006 | La provinciale                                  |                                     | Pasquale Pozzessere      | 2006.04.25. | TV-film        |            |
| 2006 | Giovanni Falcone – L'uomo che sfidò Cosa Nostra | Giovanni Falcone                    | Andrea és Antonio Frazzi | 2006.10.01. | TV-film        |            |
| 2006 | La sconosciuta                                  | Az ismeretlen                       | Giuseppe Tornatore       | 2006.10.18. | film           |            |
| 2007 | L'ultimo dei Corleonesi                         |                                     | Alberto Negrin           | 2007.02.14. | TV-film        |            |
| 2007 | Tutte le donne della mia vita                   |                                     | Simona Izzo              | 2007.04.13. | film           |            |
| 2008 | I demoni di San Pietroburgo                     | Szentpétervár démonai               | Giuliano Montaldo        | 2008.04.24. | film           |            |
| 2008 | Résolution 819                                  |                                     | Giacomo Battiato         | 2008.10.27. | TV-film        |            |
| 2009 | Pane e libertà                                  | Kenyér és szabadság                 | Alberto Negrin           | 2009.03.15. | TV-film        |            |
| 2009 | Baarìa                                          | Baaria                              | Giuseppe Tornatore       | 2009.09.02. | film           |            |
| 2009 | Mi ricordo Anna Frank                           | Emlékeim Anna Frankról              | Alberto Negrin           | 2009.12.11- | TV-film        |            |

### 2010-es évek
| Év   | Eredeti cím                                        | Magyar cím                 | Rendező                             | Bemutató    | Műfaj          | Megjegyzés |
| ---- | -------------------------------------------------- | -------------------------- | ----------------------------------- | ----------- | -------------- | --- |
| 2010 | Angelus Hiroshimae                                 |                            | Giancarlo Planta                    | 2010.03.06. | film           | |
| 2010 | L'ultimo gattopardo: Ritratto di Goffredo Lombardo |                            | Giuseppe Tornatore                  | 2010.09.07. | dokumentumfilm | |
| 2010 | The Earth: Our Home                                |                            | Pierpaolo Saporito, Vittorio Giacci | 2010.09.10. | dokumentumfilm | |
| 2010 | Filumena Marturano                                 |                            | Franza Di Rosa                      | 2010.11.30. | TV-filmsorozat | |
| 2011 | Come un delfino                                    |                            | Stefano Reali                       | 2011.03.01. | TV-film        | |
| 2011 | Napoli milionaria!                                 |                            | Franza Di Rosa                      | 2011.05.04. | TVfilmsorozat  | |
| 2011 | Questi fantasmi                                    |                            | Franza Di Rosa                      | 2011.11.16. | TV-filmsorozat | |
| 2012 | Sabato, domenica e lunedi                          |                            | Franza Di Rosa                      | 2012.05.01. | TVfilmsorozat  | |
| 2012 | L'isola                                            |                            | Alberto Negrin                      | 2012.12.02. | TV-sorozat     | |
| 2012 | Django Unchained                                   | Django elszabadul          | Quentin Tarantino                   | 2012.12.11. | film           | A film rendezője leginkább régebbi E.M. szerzeményeket használt. E.M. 1 számot komponált a filmhez: Ancora qui címmel, Elisa Toffoli szövegével és éneklésével. |
| 2013 | La migliore offerta                                | Senki többet               | Giuseppe Tornatore                  | 2013.01.01. | film           | |
| 2013 | Ultimo – L'occhio del falco                        | Ultimo 4. – A sólyom szeme | Michele Soavi                       | 2013.01.07. | TV-filmsorozat | |
| 2013 | Come un delfino: La serie                          |                            | Raoul Bova                          | 2013.05.15. | TV-minisorozat | |
| 2015 | En mai, fais ce qu'il te plaît                     | Aminek jönnie kell         | Christian Carion                    | 2015.10.10. | film           | |
| 2015 | The Hateful Eight                                  | Aljas nyolcas              | Quentin Tarantino                   | 2015.12.07. | film           | |
| 2016 | La corrispondenza                                  |                            | Giuseppe Tornatore                  | 2016.01.14. | film           | |
| 2020 | Devotion                                           |                            | Giuseppe Tornatore                  | 2020.       | dokumentumfilm | |
| 2020 | Ci sono giorni che non accadono mai                |                            | Sergio Castellitto                  | 2020        | színházi darab | |

### Némafilmek
| Év   | Eredeti cím              | Magyar cím | Rendező                      | Bemutató    | Műfaj | Megjegyzés       |
| ---- | ------------------------ | ---------- | ---------------------------- | ----------- | ----- | ---------------- |
| 1912 | Richard III              |            | André Calmettes, James Keane | 1912.10.15. | film  | Zenésítve: 1997. |
| 1915 | La signora dalle camelie |            | Gustavo Serena               | 1915.10.18. | film  | Zenésítve: 1992. |
| 1919 | Die Puppe                |            | Ernst Lubitsch               | 1919.12.05. | film  | Zenésítve: 2004. |

## Dalok

### 1960-as évek
- 1960
  - Arianna
  - Cicciona cha-cha
  - Stornello dell'estate
- 1961
  - Distanze
  - Duorme
  - Faccio finta di dormire
- 1962
  - Il disco rotto
  - Quattro vestiti
  - Tu staje sempre cu-me
- 1963
  - Dal più profondo di quest'anima
  - Prendiamo in affito una barca
  - T-ho conosciuta
  - T-ho conosciuto
- 1964
  - Dondolano
  - L'ultima sera
  - La piroga
  - Occhi miei
- 1965
  - L'amore gira
  - La forza del destino

## Zenekari művek

### 1940-es évek
- 1946
  - Il mattino per piano e voce (szöveg: Fukuko, fordította B. Balbi)
- 1947
  - Imitazione per piano e voce (szöveg: Giacomo Leopardi)
  - Intimità per piano e voce (szöveg: Olinto Dini)

### 1950-es évek
- 1952
  - Barcarola funebre per piano
  - Preludio a una Novella senza titolo per piano
- 1953
  - Distacco I per piano e voce (szöveg: Ranieri Gnoli)
  - Distacco II per piano e voce (szöveg: Ranieri Gnoli)
  - Oboe sommerso per voce e strumenti (szöveg: Salvatore Quasimodo)
  - Verrà la morte per piano e voce (szöveg: Cesare Pavese)
- 1954
  - Musica per orchestra d'archi e pianoforte
  - Sonata per ottoni, timpano e pianoforte
- 1955
  - Cantata per coro e orchestra (szöveg: Cesare Pavese)
  - Sestetto per flauto, oboe, fagotto, violino, viola e violoncello
  - Variazioni su tema di Frescobaldi
- 1956
  - 12 variazioni per oboe d’amore, violoncello e piano
  - Invenzione, canone e ricercare per pianoforte
  - Trio per clarinetto corno e violoncello
- 1957
  - Concerto No.1 per orchestra
  - Quattro pezzi per chitarra
- 1958
  - Distanze per violino, violoncello e pianoforte
  - Musica per 11 violoni
  - Tre studi per flauto, clarinetto e fagotto

### 1960-as évek
- 1960
  - Stornello dell'estate (szöveg: Ghigo De Chiara)
- 1964
  - Island Idyll (Island Doll)
- 1966
  - Villa Madama
- 1967
  - Ballata di motori (Sviluppo Industriale – Intermezzi)
- 1969
  - Caput coctu show per 8 strumenti e un baritono (szöveg: Pier Paolo Pasolini)
  - Da molto lontano per soprano e cinque strumenti
  - L'ultimo

### 1970-es évek
- 1970
  - Meditazione orale (szöveg: Pier Paolo Pasolini)
  - Suoni per Dino per viola e nastri magnetici
- 1972
  - Dimensioni sonore (1-50)
  - Controfase (1-8)
  - Proibito per 8 trombe
- 1974
  - Totem No.1 per 5 fagotti, 2 controfagotti e percussione
- 1978
  - Immobile per coro e 4 clarinetti

### 1980-as évek
- 1980
  - Gestazione per voce femminile e strumenti, suoni elettronici e orchestra d’archi
- 1981
  - Totem secondo per 5 fagotti e 2 controfagotti
- 1982
  - Due poesie notturne per voce femminile, quartetto d'archi e chitarra (szöveg: E. Argiroffi)
- 1983
  - Quattro studi per il pianoforte [1983-1989]
- 1984
  - Tre scioperi per una classe di 36 bambini (voci bianche) e un maestro (grancassa) (szöveg: Pier Paolo Pasolini)
- 1985
  - Concerto No.2 per flauto, violoncello e orchestra
  - Frammenti di Eros – Cantata per soprano, piano e orchestra (szöveg: Sergio Miceli)
- 1986
  - Il rotondo silenzio della notte per voce femminile, flauto, oboe, clarinetto, piano e quartetto d'archi

- 1987
  - Rag in frantumi per pianoforte

- 1988
  - Cadenza per flauto e nastro magnetico dal II concerto per flauto, violoncello e orchestra
  - Echi per coro femminili (o maschili) e violoncello
  - Fluidi per orchestra da camera
  - Mordenti per clavicembalo
  - Neumi per clavicembalo
  - Refrains – 3 omaggi per 6 per piano e strumenti
- 1989
  - Cantata per l'Europa per soprano, 2 voci recitative, coro e orchestra
  - Epos per orchestra
  - Specchi per cinque instrumenti: oboe, clarinetto, fagotto, corno, pianoforte
  - Studio per contrabbasso

### 1990-es évek
- 1990
  - Frammenti di giochi per violoncello e arpa
  - Quattro anamorfosi latine per soprano, alto, tenor, bass, ensemble (szöveg: Sergio Miceli)
  - Riflessi per violoncello solo
- 1991
  - Canção para Zelia na Bahia per due soprane e pianoforte (szöveg: Jorge Amado)
  - Concerto No.3 per chitarra, marimba e orchestra d'archi
  - Epitaffi sparsi per soprano, pianoforte e strumenti (szöveg: Sergio Miceli) [1991-1993]
  - Una via crucis (szöveg: Sergio Miceli)
- 1992
  - Il silenzio, il gioco, la memoria per coro di voci bianche o femminili (szöveg: Sergio Miceli)
  - Questo è un testo senza testo per coro di bambini (szöveg: Sergio Miceli)
- 1993
  - Baroque intermezzo
  - Braevissimo per contrabbasso e archi
  - C'era una volta il trenino
  - Concerto No.4 per organo, due trombe, 2 tromboni e orchestra "Hoc erat in votis"
  - Elegia per Egisto per violino solo
  - Esercizi per dieci archi: Adagio
  - Ut per tromba, archi e percussione
  - Wow! per voce femminile
- 1994
  - Blitz per quartetto di sassofoni
  - Canone breve per chitarra solo
  - Monodie I per chitarra e voce
  - Vidi Aquam per soprano e un'orchestra piccola
- 1995
  - Ave Regina Caelorum per coro, organo ed orchestra
  - Coprirlo di fiori e bandiere (szöveg: Alfonso Gatto)
  - Corto ma breve
  - Ricreazione ... Sconcertante
  - Tanti auguri a te (Happy Birthday to You)

- 1996
  - A L.P. 1928 per string quartet
  - Flash per soprano, contralto, tenore, basso o baritono (szöveg: Edoardo Sanguineti)
  - Ipotesi per clarinetto e pianoforte
  - Lemma (Andrea és Ennio Morricone)
  - Partenope (Musica per le sirene di Napoli) (libretto: G. Barbieri és S. Cappelletto)
  - Passaggio secondo per voce e orchestra (szöveg: Allen Ginsberg)
  - Scherzo per violino e pianoforte

- 1997
  - Il sogno di un uomo ridicolo per violino, viola e voce
  - Quattro anacoluti per A.V.

- 1998
  - Amen per sei cori di voci miste
  - Grido per soprano, orchestra d'archi e nastro magnetico ad libitum
  - Non devi dimenticare per voce, soprano ed orchestra
  - Notturno e passacaglia
  - Ombra di lontana presenza per viola, archi e nastri magnetici
  - S.O.S.: Suonare o suonare per corno, tromba e trombone
  - Serenata passacaglia

- 1999
  - Cantico del giubileo (szöveg: Franco Migliacci, Cantini, Zenga)
  - Il pane spezzato per 12 voci miste, strumenti e archi ad libitum
  - Ode per soprano, voce maschile recitante e orchestra (szöveg: Giuseppe Bonaviri)
  - Per i bambini morti di mafia (szöveg: Luciano Violante)
  - Pietre per coro mixto

### 2000-es évek
- 2000
  - A Paola Bernardi per due clavicembali
  - Abenddämmerung per soprano/mezzo-soprano, violin, cello, piano (szöveg: Heinrich Heine)
  - Flash (2a versione) per 8 voci e quartetto d'archi (szöveg: Sergio Miceli)
  - Quinto studio per il pianoforte
- 2001
  - Metamorfosi di Violetta per clarinetto, 2 violini, viola e violoncello
  - Se questo è un uomo per soprano, voce recitante, violino solo e archi (szöveg: Primo Levi)
  - Tre studi per tre chitarre
  - Vivo per trio d'archi
- 2002
  - 2 × 2 – due pezzi per clavicembalo
  - Finale (Invenzione improvvisata) per due organi
  - Voci dal silenzio per voce recitante, coro misto, voci registrate su nastro magnetico e orchestra
- 2003
  - Cantata narrazione – Oratorio per Padre Pio
  - Geometrie ricercate per flauto, clarinetto, fagotto, percussione, viola, violoncello e controbasso
  - Il violinista sereno I
  - Il violinista sereno II
- 2004
  - 2 TT × 4 per flauto, clarinetto, violino e viola
  - Come un’onda per due violoncelli
  - Ricercare patriottico per violino, violoncello e pianoforte
  - Riverberi per flauto, violoncello e pianoforte
- 2006
  - Frop per pianoforte a quattro mani, marimba e vibrafono
  - Neodiscanto per voce recitante, pianoforte e percussione
  - Variazione breve (da Bach a Mozart) per violino, violoncello, flauto, clarinetto, vibrafono e pianoforte
- 2007
  - Canto del Dio nascosto
  - Il nulla divino
  - Non telefonare
  - Sicilo e altri frammenti ispirata all'Epitaffio di Sicilo
- 2008
  - Dopo le Olimpiadi – Vittoriosi
  - Il viaggio (szöveg: Giovanni Morricone)
  - Icaro secondo
  - Vuoto d’anima piena – Cantata per flauto, orchestra e coro, per il Millennio della Basilica Cattedrale di Sarsina
- 2009
  - Monodia per violoncello

### 2010-es évek
- 2010
  - Jerusalem per baritono e orchestra
  - Roma – Pensando al "Ricercare cromatico" di Girolamo Frescobaldi per soprano, voce recitante e sette strumenti (szöveg: Valentina Morricone)
- 2011
  - Arcate di archi e bambini
  - Bella quanno te fece mamma tua per soprano e pianoforte su un canto popolare romano
- 2013
  - Missa Papae Francisci – Anno duecentesimo a Societate Restituta
  - I Vangeli
  - Totem terzo (Segnali) per fagotto e pianoforte
- 2016
  - Varianti per Ballista Antonio e Canino Bruno
- 2020
  - Tante pietre a ricordare per orchestra, coro e voce bianca

## Gruppo di Improvvisazione Nuova Consonanza zenéi

### 1960-as évek
- 1967
  - A 5-3
  - A 5-4
  - A 7-2
  - A7
  - Cantata
  - Fili 1
  - Fili 2
  - Improvvisazione per cinque
  - Improvvisazione per otto
  - Pianoforte con i fili
  - Quartetto
  - RKBA 1675/I
  - String Quartet
  - Trio
  - Trio di fiat
  - Trix 3
- 1968
  - Concreto 1
  - Es war einmal
  - Improvvisazione 1-13
  - Kate
  - Untitled
- 1969
  - ...e poi?
  - Ancora un trio
  - Collage 5
  - Credo
  - Light music
  - Macroforma
  - Mirage
  - Monotonia grande
  - NC Berlino 1969 (Ausschnitt)
  - Percussioni per tutti
  - Quasiraga
  - Trio
  - Wenig aber kurz

### 1970-es évek
- 1970
  - Kumalo
  - Quasar
  - The Feed-Back
- 1971
  - Aghi
  - Antimilitarismo
  - Bali
  - Bambù
  - Bambù #2
  - Con moto
  - Cronometro
  - Danger
  - Dormiveglia
  - Down
  - Eroina
  - Haschich
  - Haschich #2
  - Hei!
  - Mattatoio
  - Metedrina
  - Natale a Detroit
  - Niente
  - Oppio
  - Orgasmo
  - Padroni delle ferriere
  - Raptus
  - Raptus #2
  - Renitenza
  - Sieben
  - Sieben #2
  - Stridori
  - Tendresse
  - Toms
  - Volkswagen
  - Warum
  - Zum Schluß
- 1975
  - Eflot
  - Scratch
  - Settimino
  - Soup
- 1976
  - Omaggio a Giacinto Scelsi
  - Schema 1-3

## Kiadott zenei gyűjteményei (CD, DVD)
- 2002 4CD Box "Io Ennio Morricone" (Meg – Cni)
- 2003 CD/DVD "Arena Concerto" (Euphonia – Warner) 
  - CD “Focus” (Universal)
- 2004 Double CD "Voci dal Silenzio" (Arte e Cultura – Decò – Self)
- 2006 Dualdisc "Here’s To You" (Ars Latina – SonyBmg)
- 2007 CD "We all Love Ennio Morricone" (Ars Latina- SonyBmg)
- 2007 DVD Ennio Morricone "Concerto alle Nazioni Unite" (Ars Latina- SonyBmg)
- 2008 CD and DVD "Note di Pace" (Ars Latina XNOTE)